# 멘카우호르

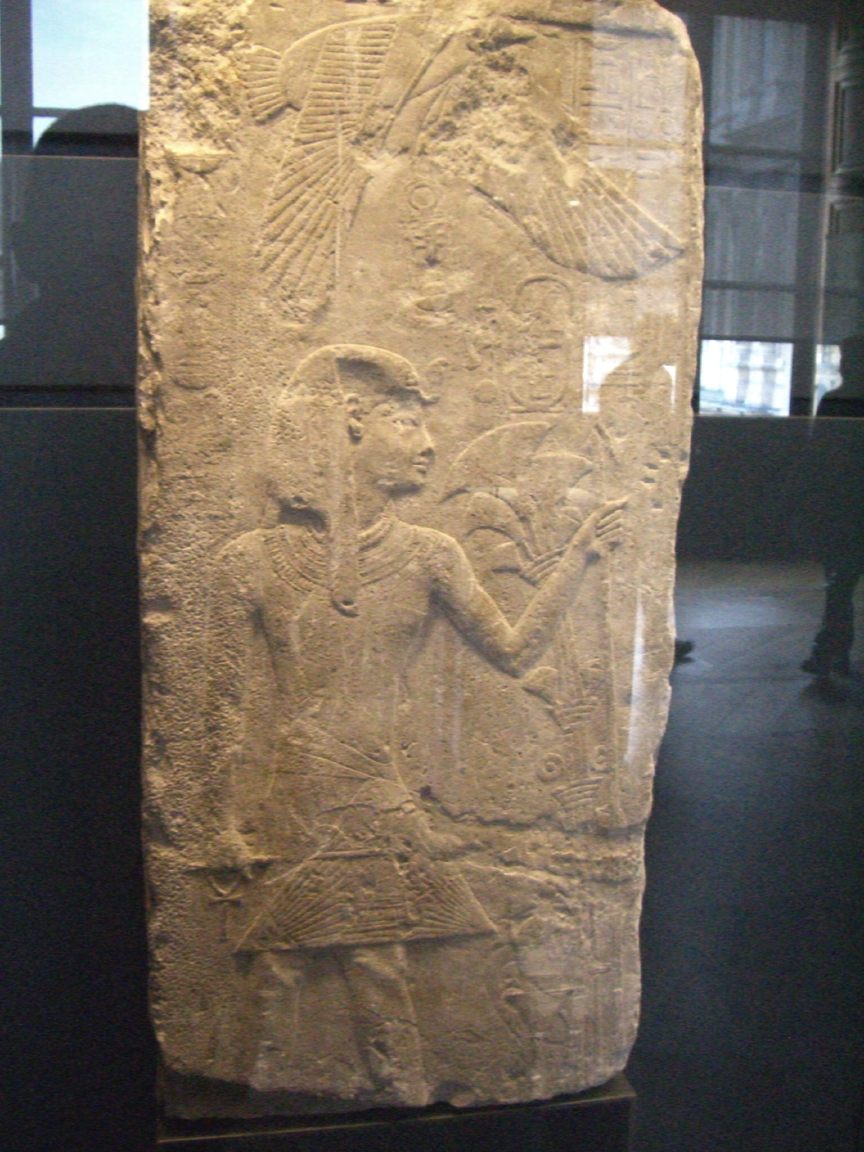

멘카우호르는 이집트 제5왕조의 파라오이다. "레의 영혼들은 영원하다"는 뜻이다. 출생명은 카이우이다.
토리노 파피루스에 따르면 그는 8년을 통치하였다. 그는 태양 신전을 건설한 마지막 파라오였다.
1842년에는 독일의 고고학자 카를 리하르트 레프시우스(Karl Richard Lepsius)가 사카라에 있는 멘카우호르의 피라미드를 발견하였다. 이는 우세르카프 이후 아부시르에 피라미드를 짓던 전통을 다시 되돌린 것으로 평가된다. 그 이후 2008년에 재발견될 때까지 모래 속에 파묻혀 있었다. 단명한 솁세스카레와 마찬가지로 제5왕조의 파라오중 가장 알려진 것이 적다.
| 전임 니우세르레 | 제7대 이집트 제5왕조의 파라오 기원전 2422년 ~ 기원전 2414년 | 후임 제드카레 |

## 같이 보기
- 파라오 목록